# Aranjuez
Aranjuez és un municipi de la Comunitat Autònoma de Madrid, al seu extrem meridional. Limita al nord amb Ciempozuelos, Titulcia, Chinchón i Colmenar de Oreja (Comunitat de Madrid); a l'est amb Ontígola, Ocaña, Ciruelos i Yepes; al Sud amb Toledo i Almonacid de Toledo; i a l'oest amb Mocejón, Villaseca de la Sagra, Añover de Tajo, Borox i Seseña.
És travessat pels rius Tajo i Jarama. És un dels Reials Llocs de la monarquia espanyola des que Felip II així va nomenar-lo en 1560; encara que té, a més, el títol de vila des de 1899. És per això que també és conegut com a Real Sitio y Villa de Aranjuez.
És famós pel seu Palau Reial i els seus Jardins, per les seves hortes de maduixa i espàrrec, per haver servit d'inspiració al compositor Joaquín Rodrigo per al seu Concierto de Aranjuez, així com pel Motí d'Aranjuez, que va tenir lloc en aquesta localitat en 1808, i que va acabar amb l'abdicació de Carles IV en favor del seu fill Ferran VII. El Paisatge Cultural d'Aranjuez va ser declarat Patrimoni de la Humanitat per la UNESCO el 2001.

## Toponímia
Es creu que l'origen etimològic del topònim podria ser basc. Rafael Lapesa recull la suposició d'altres autors que procedeix de la paraula Arantza («Arç»), possiblement combinada amb la paraula Hotz («Fret»). També podria ser Aran («Vall») o fins i tot el seu homònim Aran («Pruna»). Crida l'atenció la situació d'Aranjuez a la Contrada de Las Vegas (vall del riu Tajo), així com la localitat toledana de Ciruelos, molt a prop.
Segons Antonio de Nebrija, l'origen del nom provindria de l'àrab Ibn Arankej («Lloc poblat de nogueres»), encara que Mossèn Sarmiento suggereix el topònim llatí Ara Iovis («Altar de Júpiter»), relacionat amb un hipotètic temple dedicat a Júpiter Pluvio.
El llogaret d'Almuzúndica, esmentat al segle xi, podria correspondre a Aranjuez. Durant l'edat mitjana apareix als documents com Arauz o Aranz (segle xii), Aranzuel, Aranzuech (segle xiii), Aranzueque, Aranzugue, Aranzuet o Arançuex, fins que finalment es va dir Aranjuez ja al segle xv.
Precisament d'Aranz prové el gentilici proposat arancetano, creat pel cronista oficial Ángel Ortiz Córdoba a la fi del segle xx. Però el primer gentilici oficial va ser ribereño (riberenc), en referència als rius Tajo i Jarama, usat perquè fins al 1752 estava oficialment prohibit l'assentament a Aranjuez, tot i que hi havia una creixent població. Com que no podien fer servir un gentilici propi, els habitants eren anomenats riberencs, terme que va ser adoptat oficialment quan es va aixecar la prohibició, i va ser assumit afectuosament per la població pel respecte cap als rius que reguen les seves terres, i encara avui dia és el més utilitzat.
El mot Aranjuez sembla que estigui relacionat etimològicament amb Aranzuelo (riu de Burgos), Aranzueque (localitat de Guadalajara) i Aránguiz (localitat d'Àlaba).

## Demografia
Segons l'Institut Nacional d'Estadística, en 2015 Aranjuez tenia 58 168 habitants.

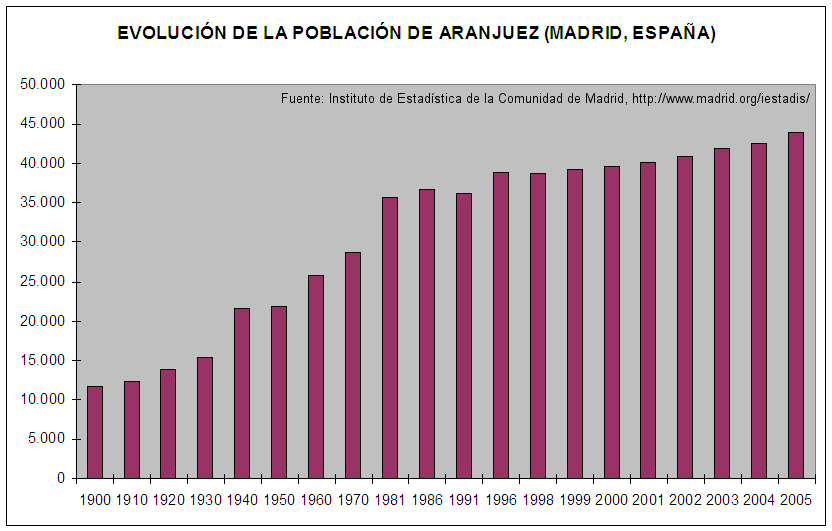
Evolució de la població d'Aranjuez de 1900 a 2005

## Govern i administració
| Legislatura | Nom                                   |
| ----------- | ------------------------------------- |
| 1809 - 1813 | Domingo Gaspar Pérez                  |
| 1813 - 1814 | José Ignacio de Ibarrola              |
| 1814        | Domingo Gaspar Pérez                  |
| 1820 - 1822 | Simón de Ortiz                        |
| 1836 -1837  | José Ignacio de Ibarrola              |
| 1837 - 1838 | Juan Baquero                          |
| 1838 - 1839 | Juan Tomás de Navarrete               |
| 1839 - 1841 | Fermín Castaño                        |
| 1841 - 1842 | José Casi y Vidal                     |
| 1842 - 1843 | José Ygnacio de Ybarrola              |
| 1843 - 1844 | Juan Tomás de Navarrete               |
| 1844 - 1846 | Domingo Antero López                  |
| 1846 - 1849 | Gabino Ruiz                           |
| 1849 - 1850 | Jorge Lacorte                         |
| 1850 - 1852 | Gabino Ruiz                           |
| 1852 - 1854 | Jorge de Arteaga                      |
| 1854        | José Abades                           |
| 1854        | Manuel Carvajal Romero                |
| 1854        | Fabián Fernández                      |
| 1854 - 1857 | Gabino Ruiz                           |
| 1857 - 1858 | Joaquín Moralejo                      |
| 1858 - 1860 | José María de Ahumada                 |
| 1860 - 1864 | Luis Ichaso                           |
| 1864 - 1865 | Eugenio Ardaz                         |
| 1865 - 1866 | Joaquín Moralejo                      |
| 1866 - 1867 | Luis Medina                           |
| 1867        | Baltasar Rodríguez                    |
| 1867        | Manuel Calvo\|                        |
| 1867        | Joaquín Almansa                       |
| 1868 - 1872 | Gabino Ruiz                           |
| 1872 - 1874 | Joaquín Gullón                        |
| 1874 - 1875 | Julio Martínez                        |
| 1875 -1876  | Pedro Magán                           |
| 1876 - 1877 | Miguel de Soto                        |
| 1877 - 1878 | Juan Richer                           |
| 1878 - 1879 | Lorenzo Román                         |
| 1879 - 1882 | Manuel Moratel                        |
| 1882 - 1884 | Joaquín Almansa                       |
| 1884 - 1885 | Joaquín Gullón                        |
| 1885 - 1886 | Rafael Almazán                        |
| 1886 - 1889 | Joaquín Gullón                        |
| 1889 - 1890 | Ignacio Manzanares                    |
| 1890 - 1892 | Joaquín Gullón                        |
| 1892 - 1894 | Silverio Huertas                      |
| 1894 - 1896 | Rafael Almazán                        |
| 1896 - 1897 | Enrique Mejías                        |
| 1897 - 1900 | Rafael Almazán                        |
| 1900 - 1902 | Antonio Sánchez-Capuchino             |
| 1900 - 1902 | José Rodríguez-Monge                  |
| 1902 - 1904 | Abelardo Montero Izquierdo            |
| 1904 - 1907 | Manuel Pastor Gómez                   |
| 1907 - 1909 | José Rodríguez-Monge                  |
| 1909 - 1910 | José Alvarez López                    |
| 1910 - 1911 | Leopoldo Correcher y Correcher        |
| 1911 - 1912 | Manuel Sánchez Carrizo                |
| 1912 - 1914 | Tomás Banegas Palazón                 |
| 1914 - 1915 | Fernando Díaz y Díaz                  |
| 1915 - 1917 | Tomás Banegas Palazón                 |
| 1917 - 1918 | David García Hidalgo                  |
| 1917 - 1918 | Leopoldo Correcher y Correcher        |
| 1918 - 1919 | Enrique Martín Esteban                |
| 1919 - 1920 | José Alvarez Sánchez de la Nieta      |
| 1920 - 1921 | Esscolástico Bustos                   |
| 1920 - 1921 | Rafael Almazán García                 |
| 1921 - 1923 | Doroteo Alonso Peral                  |
| 1923 - 1925 | José Gullón Benítez                   |
| 1925 - 1930 | Deodoro Valle Grijalba                |
| 1930 - 1931 | Agustín Calvo Torvá                   |
| 1930 - 1931 | José Alvarez Sánchez de la Nieta      |
| 1931 - 1934 | Doroteo Alonso Peral                  |
| 1934 - 1936 | Miguel Domenge Santos                 |
| 1936 - 1939 | Doroteo Alonso Peral                  |
| 1939 - 1940 | Guzmán Rodríguez García               |
| 1940 - 1941 | Enrique Alvarez Esteban               |
| 1941 - 1949 | Vicente Lloret Pérez                  |
| 1949 - 1950 | Antonio Guardiola Sáez                |
| 1950 - 1958 | Carlos Richer López                   |
| 1958 - 1971 | Manuel García Moreno                  |
| 1971 - 1979 | Antonio Clavet Fernández-Victorio     |
| 1979 - 1995 | Eduardo García Fernández (ORT-PSOE)   |
| 1995 - 2003 | José María Cepeda Barros (PP)         |
| 2003 - 2011 | Jesús Dionisio Ballesteros (PSOE)     |
| 2011 - 2015 | María José Martínez de la Fuente (PP) |
| 2015 -      | Cristina Moreno Moreno (PSOE)         |